# Swiss Open Gstaad 2021
Swiss Open Gstaad 2021 là một giải quần vợt nam thi đấu trên mặt sân đất nện ngoài trời. Đây là lần thứ 53 Giải quần vợt Thụy Sĩ Mở rộng được tổ chức, và là một phần của ATP Tour 250 trong ATP Tour 2021. Giải đấu diễn ra tại Roy Emerson Arena ở Gstaad, Thụy Sĩ, từ ngày 19 tháng 7 đến ngày 25 tháng 7 năm 2021.

## Nội dung đơn

### Hạt giống
| Quốc gia | Tay vợt               | Xếp hạng1 | Hạt giống |
| -------- | --------------------- | --------- | --------- |
| CAN      | Denis Shapovalov      | 10        | 1         |
| ESP      | Roberto Bautista Agut | 14        | 2         |
| NOR      | Casper Ruud           | 16        | 3         |
| CHI      | Cristian Garín        | 18        | 4         |
| ARG      | Federico Delbonis     | 48        | 5         |
| FRA      | Benoît Paire          | 51        | 6         |
| SRB      | Laslo Đere            | 57        | 7         |
| ESP      | Feliciano López       | 90        | 8         |

- 1 Bảng xếp hạng vào ngày 12 tháng 7 năm 2021.[2]

### Vận động viên khác
Đặc cách:
- Johan Nikles
- Leandro Riedi
- Dominic Stricker

Vượt qua vòng loại:
- Zizou Bergs
- Sandro Ehrat
- Vít Kopřiva
- Oscar Otte

Thua cuộc may mắn:
- Enzo Couacaud
- Kacper Żuk

### Rút lui
Trước giải đấu
- Facundo Bagnis → thay thế bởi  Juan Ignacio Londero
- Roberto Carballés Baena → thay thế bởi  Tallon Griekspoor
- Federico Coria → thay thế bởi  Hugo Gaston
- Norbert Gombos → thay thế bởi  Dennis Novak
- Yannick Hanfmann → thay thế bởi  Kacper Żuk
- Philipp Kohlschreiber → thay thế bởi  Enzo Couacaud
- Kamil Majchrzak → thay thế bởi  Marc-Andrea Hüsler
- Dominic Thiem → thay thế bởi  Arthur Rinderknech
- Jo-Wilfried Tsonga → thay thế bởi  Marc Polmans
- Fernando Verdasco → thay thế bởi  Thiago Seyboth Wild

### Bỏ cuộc
- Tallon Griekspoor
- Marc-Andrea Hüsler

## Nội dung đôi

### Hạt giống
| Quốc gia | Tay vợt         | Quốc gia | Tay vợt          | Xếp hạng1 | Hạt giống |
| -------- | --------------- | -------- | ---------------- | --------- | --------- |
| NED      | Robin Haase     | NED      | Matwé Middelkoop | 79        | 1         |
| URU      | Ariel Behar     | ECU      | Gonzalo Escobar  | 96        | 2         |
| MON      | Hugo Nys        | ITA      | Andrea Vavassori | 130       | 3         |
| SWE      | André Göransson | DEN      | Frederik Nielsen | 160       | 4         |

- 1 Bảng xếp hạng vào ngày 12 tháng 7 năm 2021.

### Vận động viên khác
Đặc cách:
- Marc-Andrea Hüsler /  Dominic Stricker
- Jakub Paul /  Leandro Riedi

### Rút lui
Trước giải đấu
- Kamil Majchrzak /  Szymon Walków → thay thế bởi  Szymon Walków /  Jan Zieliński
- Elias Ymer /  Mikael Ymer → thay thế bởi  Dustin Brown /  Tristan-Samuel Weissborn
- Yannick Hanfmann /  Marc Polmans → thay thế bởi  Zizou Bergs /  Tallon Griekspoor

Trong giải đấu
- Zizou Bergs /  Tallon Griekspoor

### Bỏ cuộc
- Sander Arends /  David Pel

## Nhà vô địch

### Đơn
- Casper Ruud đánh bại  Hugo Gaston, 6–3, 6–2

### Đôi
- Marc-Andrea Hüsler /  Dominic Stricker đánh bại  Szymon Walków /  Jan Zieliński, 6–1, 7–6(9–7)